# 岷县各级文物保护单位列表
以下为甘肃省定西市岷县各级文物保护单位。

## 甘肃省文物保护单位
- 葩地坪遗址
- 山那树扎遗址
- 山咀庄白塔
- 御制大崇教寺碑
- 二郎山明代铜钟

1. ↑  . 中国文物信息网.[永久]